# Imperio de Mali
El Imperio de Mali (primera capital: Ñani, en francés Nyeni o Niani; también llamado históricamente Manden Kurufaba, o simplemente Mandén) fue un Estado medieval de los mandenká entre 1235–1546, un pueblo cuyo núcleo fue la región de Mandén, entre las actuales ciudades de Bamako (Mali) y Siguiri (Guinea), en el África Occidental. El imperio fue fundado por Sundiata Keïta. Era conocido por su generosidad y la riqueza de sus gobernantes, en especial Mansa Kankan Musa I. El Imperio de Mali tuvo una profunda influencia en la cultura del África Occidental, permitiendo la difusión de su lengua, leyes y costumbres a lo largo del río Níger.

## Mandén
El imperio de Mali creció alrededor de un área llamada "Mandén" por sus habitantes, los mandenká (mandenká significa literalmente la gente de Mandén), que abarcaba la mayoría del actual norte de Guinea y Mali meridional. El imperio fue establecido originalmente como una federación que las tribus mandenká llamaron el Manden Kurufa (literalmente, "federación de Mandén"), pero se convirtió más adelante en un imperio que gobernaba en África a unos 50 millones de personas de casi cada grupo étnico imaginable.

### Etimología del Imperio de Mali
Los orígenes del nombre del imperio de Mali son complejos y todavía discutidos; no obstante, el proceso de cómo se incorporó al léxico regional no lo es: entre los muchos y diversos grupos étnicos que rodeaban Mandén, hablaban pulaar en Macina, Tekrur y Fouta Djallon. En pulaar, mandenká y Mandén se pronunciaba malinké y Mali. Mientras que los mandenká se referían generalmente a su tierra y capital como Mandén, los seminómadas fulani que residían en las fronteras occidentales (Tekrur), meridionales (Fouta Djallon) y orientales (Macina), popularizaron el nombre de Mali para este reino, después imperio en la Edad Media.

## Mali preimperial
Comprende la historia del territorio, las gentes y los gobernantes que posteriormente formarían el Imperio de Mali. Abarca un período histórico que va, aproximadamente, desde comienzos del siglo X hasta mediados del siglo XIII. Su ámbito de influencia geográfico se encuentra en los actuales Mali, Mauritania y Senegal.
Existen unas pocas referencias fragmentarias al Mali pre imperial en fuentes escritas. La fuente más antigua proviene del relato sobre el Sudán Occidental de Al-Bakri, escrito en 1068. En esta sección, nombra dos países, "Daw" y "Malal", ubicados cerca del río Níger y próximos a las minas de oro, zona que muy posiblemente sería también el núcleo del posterior Imperio de Mali. Al-Bakri procede a describir el modo en que el gobernante sin nombre del reino se convirtió al islam gracias a un comerciante cuando presenció una milagrosa tormenta de lluvia que dio por terminada una sequía. Este evento ocurrió al menos una generación antes de 1068, dado que Al-Bakri afirma que los descendientes del gobernante y sus nobles mantuvieron el islam, aun cuando la gente común no fue convertida.

### La Provincia de Kangaba
Durante el apogeo de Wagadu, el país mandinka se convirtió en una de sus provincias, a la que daba nombre su capital, Ka-ba o Kangaba, y desde ella sus reyes gobernaban en nombre de Ghana.

### Los doce Reinos

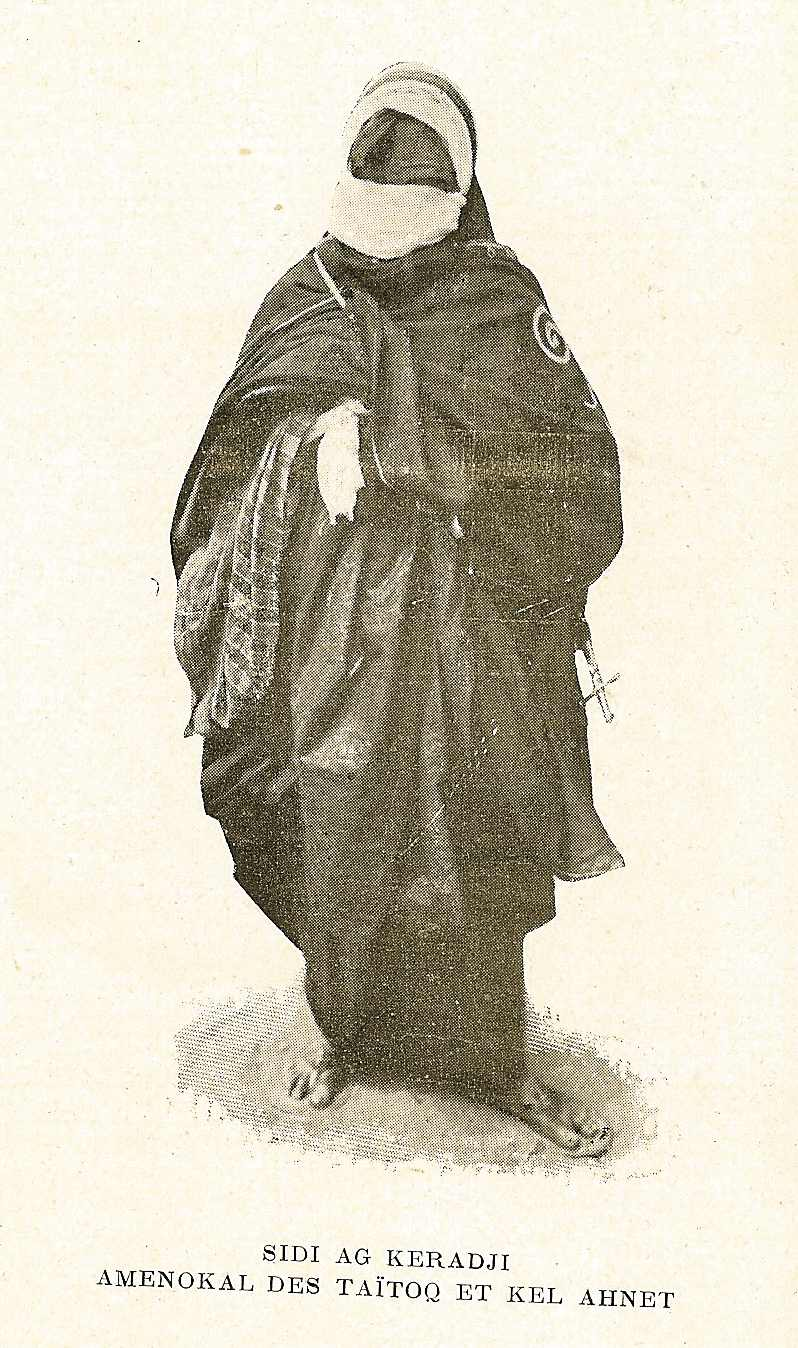
Bereber.

El control de Wagadu sobre Manden acabó tras 14 años de guerra con los almorávides, fanáticos musulmanes bereberes originarios del norte de África. El general almorávide Abu Bakr conquistó e incendió en 1076 Kumbi Saleh, capital de Wagadu, acabando así con su dominio sobre la zona. Sin embargo, los almorávides no pudieron sostener sus conquistas, que fueron retomadas rápidamente por los soninké. La provincia de Kangaba, liberada de la influencia tanto de soninkés como de los bereberes, se dividió en doce reinos, cada uno gobernado por un rey (conocido como fama) o un príncipe (llamado maghan). Manden quedó dividido en dos, con el territorio de Dodougou al noreste y el territorio de Kri al sudoeste. El pequeño reino de Niani era uno de los varios del área Kri de Manden.

### El gobierno de Kaniaga
Aproximadamente en 1107, el reino de Kaniaga, hasta entonces vasallo de los sosso de Wagadu, comenzó a conquistar las tierras de sus viejos amos. Antes de 1180 incluso había subyugado a Wagadu y forzado a los soninké a pagar tributo. En 1203, el rey sosso Soumaoro, del clan de Kanté, alcanzó el poder y aterrorizó Manden, robando mujeres y mercancías de Dodougou y de Kri.

### El príncipe León

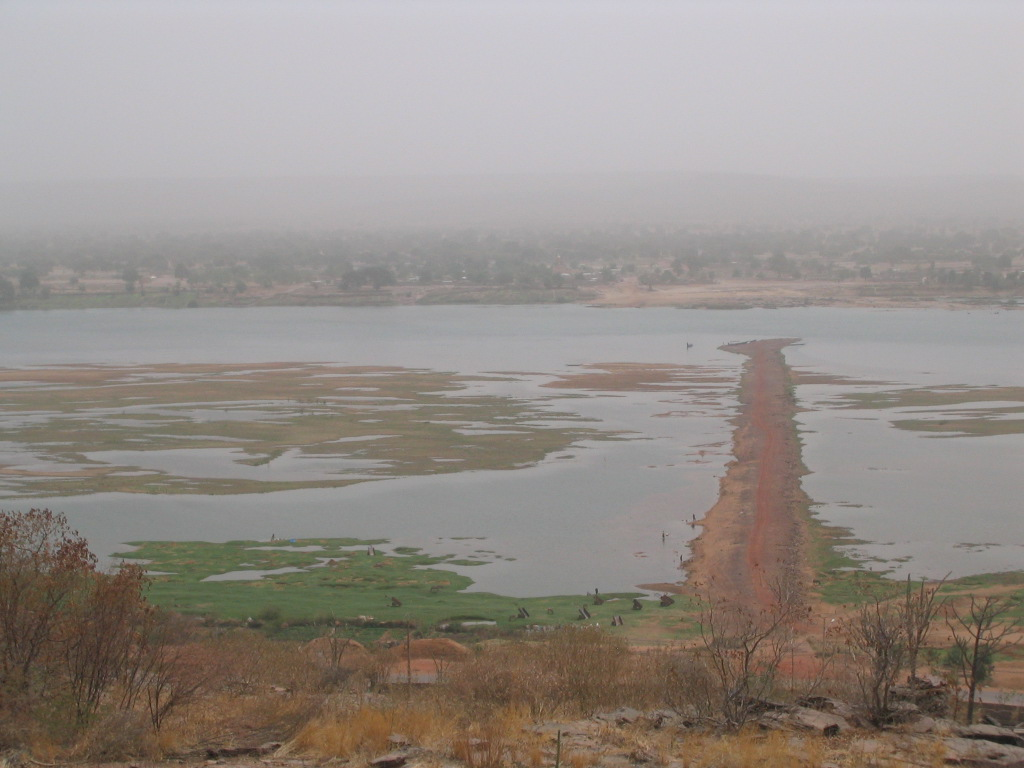
El río Níger en Koulikoro.

Durante la recuperación de Kaniaga, en Niani nació Sundiata, del clan de Keita (1217). Era hijo del faama de Niani, Nare F (también conocido como Maghan Kon Fatta, que significa príncipe hermoso), y de su segunda esposa, Sogolon Kédjou, originaria de la tierra de Do, al sur de Mali. El niño recibió el nombre de su madre (Sogolon) y el apellido de su padre (Djata). Combinado en la forma rápida de hablar de la lengua madinka, los nombres formaron Sondjata o Sundjata. La versión inglesa, Sundiata, también es popular. Se había profetizado que el maghan Sundiata iba a ser un gran guerrero, pero, para angustia de su padre, el príncipe no tuvo un comienzo prometedor: Sundiata Keita, según las tradiciones orales, no caminó hasta los siete años.
Sin embargo, una vez que Sundiata aprendió a andar, creció fuerte y muy respetado, aunque no fue antes de que su padre muriera. A pesar de los deseos del faama de Niani de respetar la profecía y poner a Sundiata en el trono, coronaron en su lugar al hijo de la esposa principal, Sassouma Bérété. Tan pronto como el hijo de Sassouma, Dankaran Touman, tomó el trono, él y su madre forzaron al cada vez más popular Sundiata al exilio junto con su madre y dos hermanas. Antes de que Dankaran Touman pudiera gozar de su reino sin obstáculo, el rey Soumaoro fijó su vista en Niani y forzó a Dankaran a huir a Kissidougou.
Tras muchos años en el exilio, primero en la corte de Wagadu y luego en Mema, una delegación de Niani acudió a Sundiata para que combatiera a los sosso y liberara los reinos de Manden para siempre.

#### Batalla de Kirina
Regresando con los ejércitos combinados de Mema, de Wagadu y de todas las ciudades-estados rebeldes mandinkas, Maghan Sundiata dirigió una rebelión contra el reino de Kaniaga alrededor de 1234. Las fuerzas combinadas del norte y sur de Manden derrotaron al ejército sosso en la batalla de Kirina (entonces conocida como Krina) en 1235. Esta victoria dio lugar al fin del reino de Kaniaga y al ascenso como imperio de Mali. Después de la victoria, el rey Soumaoro huyó, refugiándose en las montañas Koulikoro, y los mandinka tomaron todas las ciudades. Maghan Sundiata se declaró "faama de faamas" y recibió el título de "mansa", que se puede traducir como Emperador. A la edad de 18 años, consiguió una gran autoridad sobre los doce reinos en una alianza conocida como el Manden Kurufa, y se ganó el sobrenombre de Mari Djata, Príncipe León.

## Manden Kurufa
El imperio de Mali fue el segundo de los estados forjados en el Sahel, caracterizado por una centralización muy fuerte. Mientras que el imperio de Ghana tenía una cohesión muy débil, basada solo en los decretos de su emperador, el imperio de Mali emergía como el primero de los estados federados del oeste de África, con leyes que uniformaban un área del tamaño de Europa Occidental. Esta tendencia a la centralización sería adoptada y desarrollada después por los songhai y los pueblos que les siguieron, los bamana, wolof (Senegal) y fulani durante la decadencia de Mali.

### Organización
El Manden Kurufa organizado por Mari Djata estaba compuesto por los "tres estados libremente aliados" de Mali, Mema y Wagadu más los doce reinos. Es importante recordar que Mali, en este sentido, se refiere solo a la ciudad-estado de Niani.
Mema era una poderosa ciudad-estado situada en la curva del río Níger, cerca de Manden. Se alió a Sundiata en su campaña contra Kaniaga, por lo que su faama conservó la corona y no tenía que postrarse ante el mansa, en recuerdo de que acogió en su corte a Sundiata durante su exilio.
Wagadu, otra tierra vecina de Manden, también fue autorizada a mantener su monarca: recibió las mismas ventajas que Mema y por las mismas razones.
Los doce reinos de Mali eran una coalición de territorios conquistados o aliados, sobre todo en el interior de Manden, con lealtad jurada a Sundiata y a sus descendientes. Tras clavar sus lanzas en la tierra ante el trono de Sundiata, cada uno de los doce reyes dejó su reino a la dinastía de Keita, y se convirtieron en "farbas" que es una combinación de las palabras mandinka "farin", título de los comandantes norteños, y "ba" grande. Estos farbas gobernarían sus viejos reinos en nombre del mansa, con casi la misma autoridad que tuvieron antes de unirse al Manden Kurufa. Estos reinos eran:
- Bambougou; conquistado por Fakoli Koroma.
- Las tierras de la tribu del río Bozo; aliado de Mali.
- Djedeba; aliado de Mali.
- Do, origen materno de Sundiata y de donde escogerían todas las reinas los Keita; aliado de Mali.
- Jalo; conquistado por Fran Kamara.
- Kaniaga; conquistado por Mari Djata I.
- Kri; aliado de Mali.
- Ualata; conquistado por Mari Djata I.
- Sibi; aliado de Mali.
- Tabon; aliado de Mali.
- Toron; aliado de Mali.
- Zaghari; aliado de Mali.

### Kurukan Fuga
Inmediatamente después de ser coronado mansa, Mari Djata instituyó una constitución universal para el nuevo estado, llamada Kurukan Fuga, División del Mundo. A las afueras de la ciudad de Kangaba, estableció el gobierno y la Gbara o Gran Asamblea.

#### Gbara
La Gbara o Gran Asamblea serviría como cuerpo deliberativo de los mandinka hasta el derrumbamiento del Manden Kurufa en 1645. Su primera reunión tras la aprobación del Kurukan Fuga, reunió delegados de 29 clanes presididos por un Belen-tigui (amo de la ceremonia). La última reunión del Gbara, según las tradiciones del norte de Guinea, tenía 32 delegados de 28 clanes. Los clanes eran los siguientes:

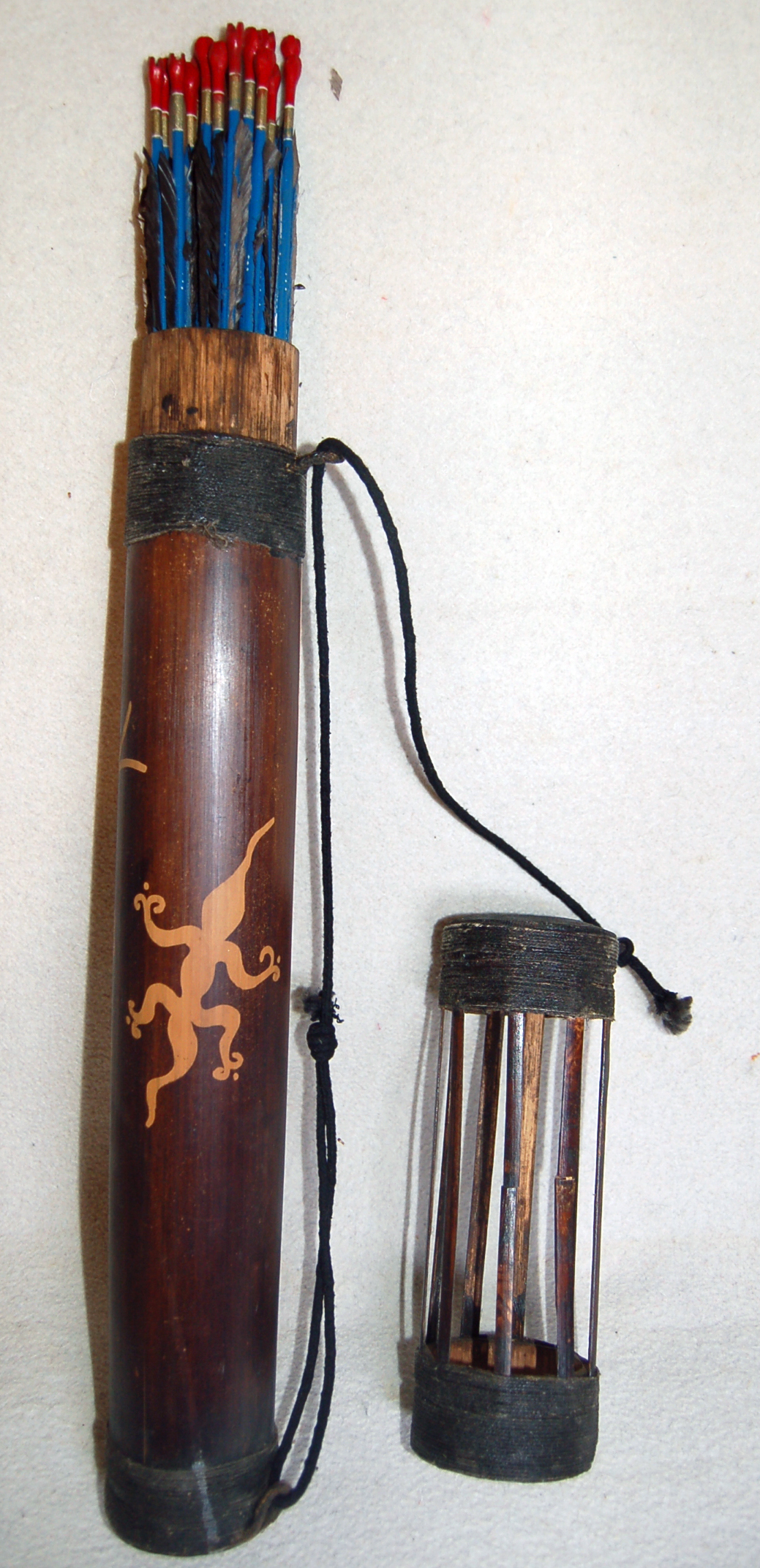
Aljaba o carcaj.

- Los 16 Jon-Tan-Ni-Woro (portadores de la aljaba y arco de flechas), clanes responsables de la defensa en su más amplio sentido, incluido el orden público y el cuidado de los recursos y suministros acuáticos y forestales:

| - Dansouba - Diaby - Diakité - Diallo - Diawara - Fofana - Kamara - Kamissoko | - Koita - Kondé - Koroma - Magassouba - Sako - Sangaré - Sidibé - Traoré |  |

- Los 4 clanes de Maghan responsables del gobierno, enriquecidos por el comercio, constituían la aristocracia y de ellos salían los funcionarios de mayor rango:
  - Danhou/Douno/Somono/Soumano
  - Keita
  - Konaté
  - Koulibaly
- Los 5 clanes de Mori-Kanda-Lolou o marabutos (guardianes de la fe) responsables del consejo islámico, gozaban de gran prestigio y de entre ellos se nombraban jueces:
  - Bérété
  - Cissé
  - Diané
  - Koma
  - Sylla

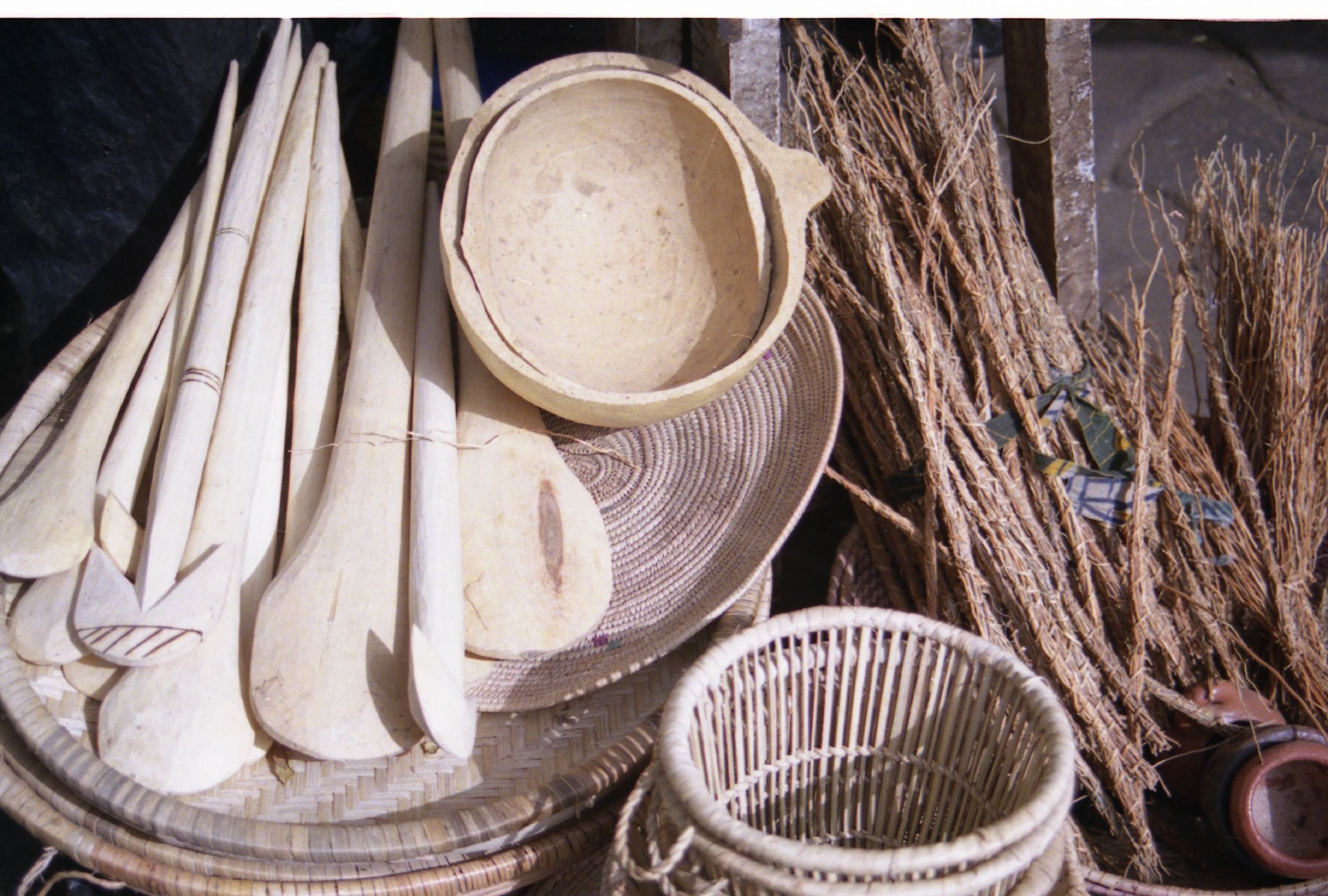
Artesanía de madera.

- Los 7 clanes de Nyamakala (Nyama "energías ocultas") responsables de producción:
  - Diabate (Djelis), cronistas, bardos.
  - Kanté (Numun Fin), los varones trabajaban el hierro, y las mujeres la cerámica.
  - Kamara (Numun Siaki), sus hombres trabajan los metales preciosos y las joyas.
  - Kamara (Finè), mediadores de conflictos.
  - Koroma (Numun Kule), artesanos de la madera.
  - Kouyate (Djeli del Mansa y Belen-Tigui en la Gbara).
  - Sylla (Garanke), curtidores y tejedores.

#### Sociedad, economía y gobierno
El Kurukan Fouga también propuso reformas sociales y económicas, incluyendo la prohibición del maltrato a presos y esclavos, el nombramiento de mujeres en puestos de gobierno, y la organización de un reglamento entre los clanes que indicaba claramente lo que se podía decir, cómo y cuándo. En caso de cometer algún delito, el acusado era juzgado según su religión, animista o islámica. Sundiata había repartido tierras entre la población, lo que aseguraba que cada uno tenía un lugar en el imperio, y marcado precios fijos para los productos comunes.
Otro hecho crucial establecido por el Kouroukan Fouga era la supremacía de Manden sobre todos los reinos controlados o aliados a la federación incluyendo Wagadu y Mema. Todos los mansas tendrían que ser elegidos en el futuro del clan de Keita, y la ciudad-estado de Niani (actualmente Guinea) se convirtió en la capital. Mansa Mari Djata volvió a reconstruir Niani, que había sido destruida por Soumaoro en su ausencia, y la convirtió en el centro más importante de comercio del oeste de África durante los siguientes 200 años.

### Mari Djata I
Sundiata emprendió la conquista y anexión de varias localidades en el imperio de Mali. Cuando acabó la campaña, su imperio medía 1000 millas de este a oeste, y sus fronteras eran las curvas de los ríos Senegal y Níger. Después de unificar Manden, agregó Wangara, las tierras que formaban la frontera meridional. Las ciudades comerciales norteñas de Ualata y Audaghost también fueron conquistadas y se convirtieron en parte de la frontera norte del nuevo estado. Wagadou y Mema también entraron en el reino. Las tierras de Bambougou, Jalo (Fouta Djallon) y Kaabu fueron agregadas a Mali por Fakoli Koroma, Fran Kamara y Tiramakhan Traore, respectivamente.
Cuando Mari Djata I muere, al ahogarse en el Sankarani o herido por una flecha perdida en una celebración, (existen las dos versiones), tenía el ejército organizado y el control sobre las rutas del comercio del Sahara.

## Emperadores de Mali
Se conocen 21 mansas después de Mari Djata I y probablemente haya dos o tres más. Los nombres de estos reyes nos han llegado a través de los djelis y los descendientes modernos de la dinastía de Keita, que residen en Kangaba. Lo que separa a estos reyes del fundador, además del papel histórico de establecer el estado, está en la transformación del Manden Kurufa en el Imperio de Manden. No contentos con los territorios unificados por las victorias de Mari Djata I, estos mansas conquistarían y anexarían a los peul, wólof, serer, bamana, songhai, tuareg y otros pueblos en un imperio inmenso.

### Linaje de Djata, 1250-1275
Los primeros tres sucesores de Mari Djata lucharon por su derecho de herencia. Este período de veinticinco años vivió rivalidades internas feroces que casi terminaron con el imperio. Y por eso Mali quedó en la ruina.

#### Ouali I
Después de la muerte de Mari Djata en 1255, la ley dictaba que ascendiera su hijo al trono, presumiendo que era mayor de edad. Sin embargo, Yérélinkon era menor a la muerte de su padre, por lo que Manding Bory, hermanastro de Mari Djata y kankoro-sigui (Visir), debería haber sido coronado según el Kouroukan Fouga. En lugar de esto, el hijo de Mari Djata tomó el trono y fue coronado Mansa Ouali.
Mansa Ouali demostró ser un buen emperador que agregó más tierras al imperio incluyendo las provincias Bati y Casa en Gambia. Conquistó las provincias productoras de oro de Bambuk y Bondou. Estableció como provincia central Konkodougou. El reino songhai de Gao también parece haber sido subyugado en este periodo por primera de las muchas veces que lo fue. Aparte de conquistas militares, Ouali también se acreditó con reformas agrícolas en todo el imperio, poniendo a muchos soldados a trabajar como granjeros en las provincias conquistadas a Gambia. Justo antes de su muerte en 1270, Ouali peregrinaba a la Meca y consolidaba los lazos con África del norte y los comerciantes musulmanes.

#### Los hijos de los generales
Como política para controlar y recompensar a sus generales, Mari Djata adoptó a sus hijos, que se criaron en la corte del mansa e incluso hizo Keitas a estos niños cuando alcanzaron la madurez. Viendo el trono como su derecho, dos de los hijos adoptados de Mari Djata emprendieron una guerra devastadora uno contra otro, que amenazó destruir lo que habían construido los primeros dos mansas. El primer de ellos que alcanzó el trono era Mansa Ouati en 1270. Reinó por cuatro años que pasó pródigamente, gobernando de forma cruel, según cuentan los djelis. A su muerte en 1274, el otro hijo adoptado tomó el trono. Mansa Khalifa se recuerda como peor que Ouati y, según se cuenta, disparaba flechas a los transeúntes desde la azotea de su palacio. Fue asesinado, posiblemente por orden del Gbara, y sustituido por Manding Bory en 1275.

### La corte de 1275-1300
Después del caos de los reinados de Ouali y de Khalifa, gobernaron un cierto número de funcionarios de la corte con lazos con Mari Djata. Consiguieron la vuelta del imperio a la tolerancia, y lo instalaron en una edad de oro.

#### Abubakari I
Fue coronado como mansa Abubakari (una adaptación fonética mandinga del nombre árabe Abu Bakr). La madre de Mansa Abubakari era Namandjé, la tercera esposa de Maghan Kon Fatta, y por lo tanto era hermanastro de Mari Djata. Antes de convertirse en mansa, Abubakari había sido uno de los generales y más adelante kankoro-sigui de su hermano. Poco se sabe sobre su reinado, pero parece que estuvo acertado y acabó con los disturbios.

#### Sakoura

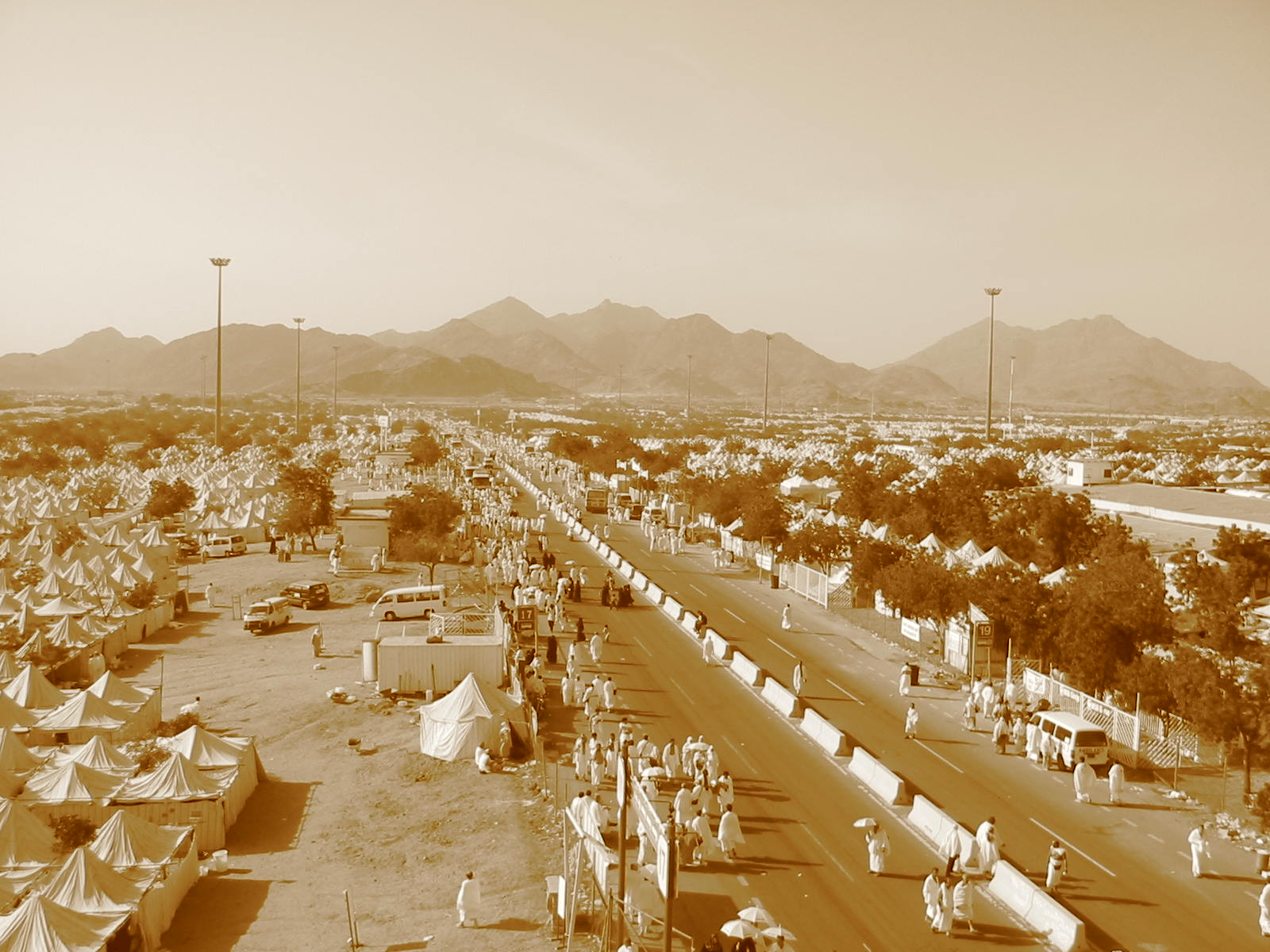
Día del Hajj. La Meca.

En 1285, un esclavo de la corte liberado por Mari Djata y que también había servido como general, usurpó el trono. El reinado de Mansa Sakoura parece haber sido beneficioso a pesar de la conmoción política: agregó las primeras conquistas a Mali desde el reinado de Ouani incluyendo las provincias de Wagadou, Tekrour y Diara. Sus conquistas no pararon en los límites de Wagadou sin embargo, e hizo campaña en Senegal conquistando la provincia de Dyolof a los wolof, y el área de producción de cobre, Takedda. También conquistó Macina y atacó Gao para suprimir su primera rebelión contra Mali. Además de la guerra, Mansa Sakoura hizo el Hajj, peregrinaje a La Meca, y abrió negociaciones comerciales directas con Trípoli y Marruecos.
Fue asesinado durante el viaje de vuelta de La Meca, cerca de Yibuti, por un guerrero danakil que intentaba robar. Los asistentes del emperador llevaron su cuerpo a través de los reinos de Ouadi y de Kanem, desde donde enviaron mensajeros a Mali con noticias de la muerte de Sakoura. Cuando el cuerpo llegó a Niani, fue organizado un entierro real a pesar de las raíces esclavas del usurpador.

### El linaje Kolonkan: 1300-1312
Del linaje de Kolonkan, la Gbara seleccionó en 1300 a Ko Mamadi como el mansa siguiente. Era el primero de una nueva línea de reyes que descendían directamente de la hermana de Mari Djata, Kolonkan. Como estos dirigentes compartían la sangre de Maghan Kon Fatta, se consideran Keitas legítimos. Incluso Sakoura, al ser un esclavo de la familia de Djata, era considerado un Keita; la línea de Bilal no podía estar rota.
Es durante el linaje de Kolonkan que las características que definen la edad de oro de Mali comienzan a aparecer. Manteniendo los progresos de Sakoura y de Abubakari I, los mansas Kolonkan dirigen firmemente Manden a su esplendor.

#### Economía
El imperio prosperó debido sobre todo al comercio. Había tres grandes minas de oro en las fronteras con el imperio de Ghana, lo que le convertía en lugar de tránsito para el metal, y el imperio gravó cada onza de oro o de sal que cruzó sus fronteras. Al principio del siglo XIV, Mali era la fuente de la mitad del oro del Viejo Mundo, exportada de las minas de Bambuk, Boure y Galam. No había moneda estándar en el reino, pero se usaban varios sistemas de pago.

##### Oro
Las pepitas de oro eran de exclusiva propiedad del mansa, y era ilegal negociar dentro de las fronteras con ellas. Todo el oro era entregado inmediatamente a la Hacienda imperial, que devolvía un valor equivalente en polvo de oro. Este había sido pesado y empaquetado para su uso desde la época del Imperio de Ghana. Mali siguió con la práctica para impedir la inflación, debido a la importancia de este comercio en la región. La medida más común para el oro dentro del reino era el mithqal (4,5 gramos de oro). Este término fue utilizado alternativamente con el de dinar, aunque es dudoso que se acuñara moneda en el imperio. El polvo de oro fue utilizado en todo el territorio, pero no era valorado de igual forma en todas las regiones.

##### Sal

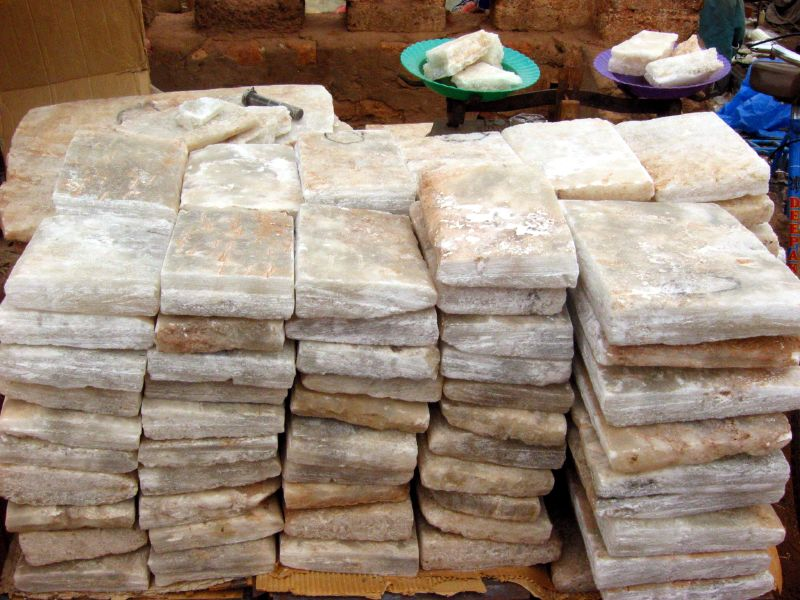
Bloques de sal.

La gran unidad siguiente de intercambio en Mali era la sal. Era objeto de valor en el África subsahariana, casi tanto como el oro. Se cortaba en trozos y era usada para el pago de mercancías, con distinto valor adquisitivo en las distintas zonas del imperio. Mientras que equivalía al oro en el norte, su valor era mayor en el sur donde la gente la necesitaba para su dieta pero era extremadamente escasa. La región norteña por otra parte no tenía ninguna escasez. Los comerciantes tuaregs cada año entraban en Mali vía Ualata con sus caravanas de camellos cargados de sal para vender en Niani. Según los historiadores del período, la carga de un camello podía valer 10 dinares de oro en el norte y de 20 a 40 en el sur.

##### Cobre
El cobre era también una materia valorada en el Mali imperial. Negociado en barras, era extraído en las minas de Takedda en el norte y cambiado en el sur por oro: 60 barras de cobre se cambiaban por 100 dinares de oro.

#### Ejército
El número y la frecuencia de las conquistas al final del siglo XIII y en el XIV, indican que los mansas Kolonkan heredaron o desarrollaron un gran ejército. Aunque no se ha acreditado que ningún mansa haya organizado la máquina de guerra mandinka, el imperio no habría podido convertirse en el que fue sin unas fuerzas armadas eficaces y leales a un gobierno estable.

##### Fuerza
El Imperio mantuvo un ejército profesional y a tiempo completo para defender sus fronteras. La nación entera estaba movilizada, con cada tribu obligada proporcionar un contingente de hombres en edad de luchar. Los historiadores contemporáneos afirman que, tanto durante el ascenso como la decadencia del Imperio de Mali, su ejército constaba de 100.000 infantes y 10.000 jinetes. Con la ayuda de las tribus del río, este ejército podía ser desplegado a través del reino en un corto período.

##### Divisiones
Las fuerzas estaban divididas en los ejércitos del Norte y del Sur. El ejército norteño, estaba bajo el mando de un Farin (comandante norteño), residente en la ciudad fronteriza de Soura. El ejército meridional, bajo mando de un Sankar (un término para gobernadores la zona del río Sankarani), que residía en la ciudad de Zouma. El Farin-Soura y el Sankar-Zouma eran designados por el mansa y respondían solamente ante él.

##### Infantería
Un soldado de infantería, sin importar el arma que usase (arco, lanza, etc.), era llamado un sofa. Los sofas estaban organizados en unidades tribales dirigidas por sus jefes. La unidad más pequeña de sofas era mandada por el kun-tigui (amo de la tribu). Los kun-tiguis reclutaban y dirigían en las batallas los contingentes de su tribu llamados al servicio por su señor. Un kun-tigui mandaba una unidad de infantería de 10 a 20 hombres llamada kelé-kuluque significa "grupo para la guerra". Un bolo kun-tigui era el oficial que mandaba sobre diez kelé-kulus (de 100 a 200 infantes), es decir sobre un kelé-bolo, "brazo de guerra".

##### Caballería
Las unidades de caballería formadas por mandekalu, caballeros, eran el elemento más importante del ejército. Entonces como hoy, los caballos eran costosos y solamente los nobles los usaban en batalla. Una unidad de la caballería mandinka, seré, estaba compuesta por 50 jinetes y mandada por un "kelé-tigui" o amo de la guerra. Aparte de mandar sobre el seré, un kélé-tigui tenía dos o más bolo kun-tiguis obligados a seguirlo en el campo de batalla. El kelé-tigui, como su nombre apunta, era un militar de carrera y el siguiente en rango bajo el Farin o Sankar.

##### Equipo
El sofá común iba armado con un gran escudo hecho de madera o cuero, y una lanza llamada tamba. La mayoría de los sofas eran arqueros: la proporción era de tres arqueros por un lancero a mediados del siglo XVI. Equipado de dos aljabas y un escudo, los arqueros mandinkas usaban flechas cuya punta de hierro tenía púas inclinadas, generalmente envenenadas. También utilizaban flechas de fuego cuando sitiaban una plaza. Mientras que las lanzas y los arcos eran el apoyo principal de los sofas, las espadas y las lanzas, de fabricación local o extranjera, eran las armas escogidas por el mandekalu. Otra arma común de los guerreros mandekalu era una jabalina envenenada usada en las escaramuzas. La armadura de cota de malla también fue usada por los jinetes del Mali imperial como defensa, así como escudos similares a los de los sofas.

#### Mansa Gao
Ko Mamadi fue coronado Mansa Gao y gobernó acertadamente sobre el imperio, sin que esté registrada ninguna crisis. Su hijo, Mansa Mohammed ibn Gao, ascendió el trono cinco años después y mantuvo la estabilidad del linaje de Kolonkan.

#### Abubakari II

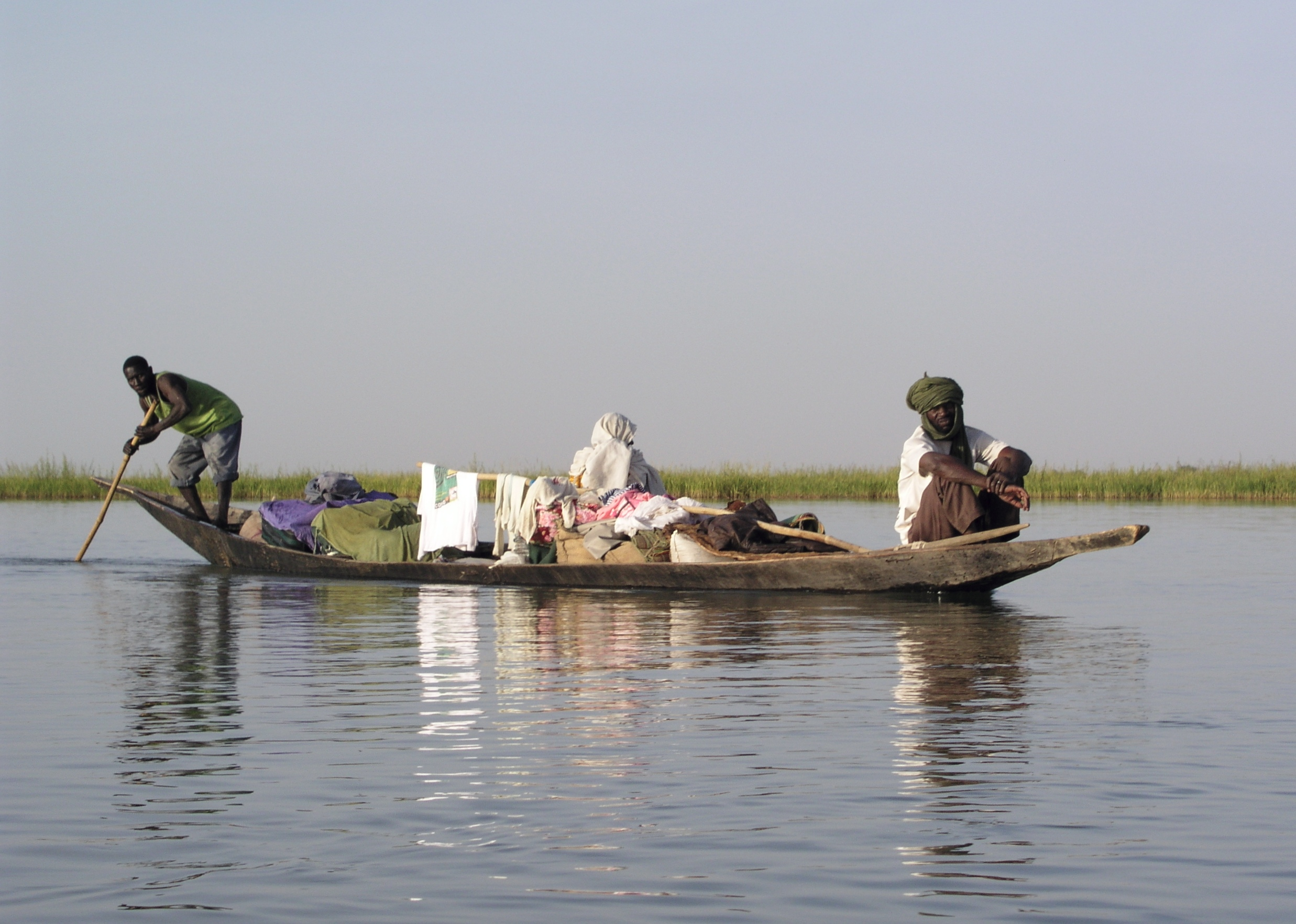
Canoas en el Níger.

El último rey Kolonkan, Bata Manding Bory, fue coronado Mansa Abubakari II en 1310. Continuó la línea de paz que caracterizó a Gao y a Mohammed ibn Gao, pero se interesó por el mar occidental. Según un relato de Mansa Musa I, que durante el reinado de Abubakari II sirvió como kankoro-sigui, Mali envió dos expediciones al Atlántico: la primera estaba formada por 400 barcos de los que solamente regresó uno: los demás se hundieron en una tormenta. Mansa Abubakari II dejó a Musa como regente del imperio, lo que demuestra la estabilidad de este período en Mali, y salió con la segunda expedición al frente de 4.000 canoas equipadas con remos y velas en 1311. Ni el emperador ni las naves volvieron nunca a Mali. Los historiadores y los científicos modernos son escépticos sobre el viaje, pero el relato de estos sucesos se conserva en expedientes escritos del norte de África y en las leyendas orales de los djelis de Mali.

### Linaje Laye 1312-1389
La abdicación temporal de Abubakari II en 1311, convertida en definitiva al no regresar, es la única registrada en la historia del Imperio y trajo consigo el advenimiento de un nuevo linaje descendiente de Faga Laye, hijo de Abubakari I. Faga Laye nunca tomó el trono de Mali, y sin embargo, su descendencia trajo al séptimo mansa, Musa I, que reinó durante el apogeo de Mali, y a sus sucesores hasta el comienzo de la decadencia.

#### Gobierno
El imperio conservó gran parte del sistema de gobierno establecido para el original Manden Kurufa, pero se realizaron cambios para satisfacer las necesidades de las tierras y pueblos adquiridos. En la cumbre del gobierno estaba el Mansa, seguido por su visir. Los gobernadores de BaGhana (Wagadou) y de Mema eran los siguientes en importancia y categoría.

##### Administración

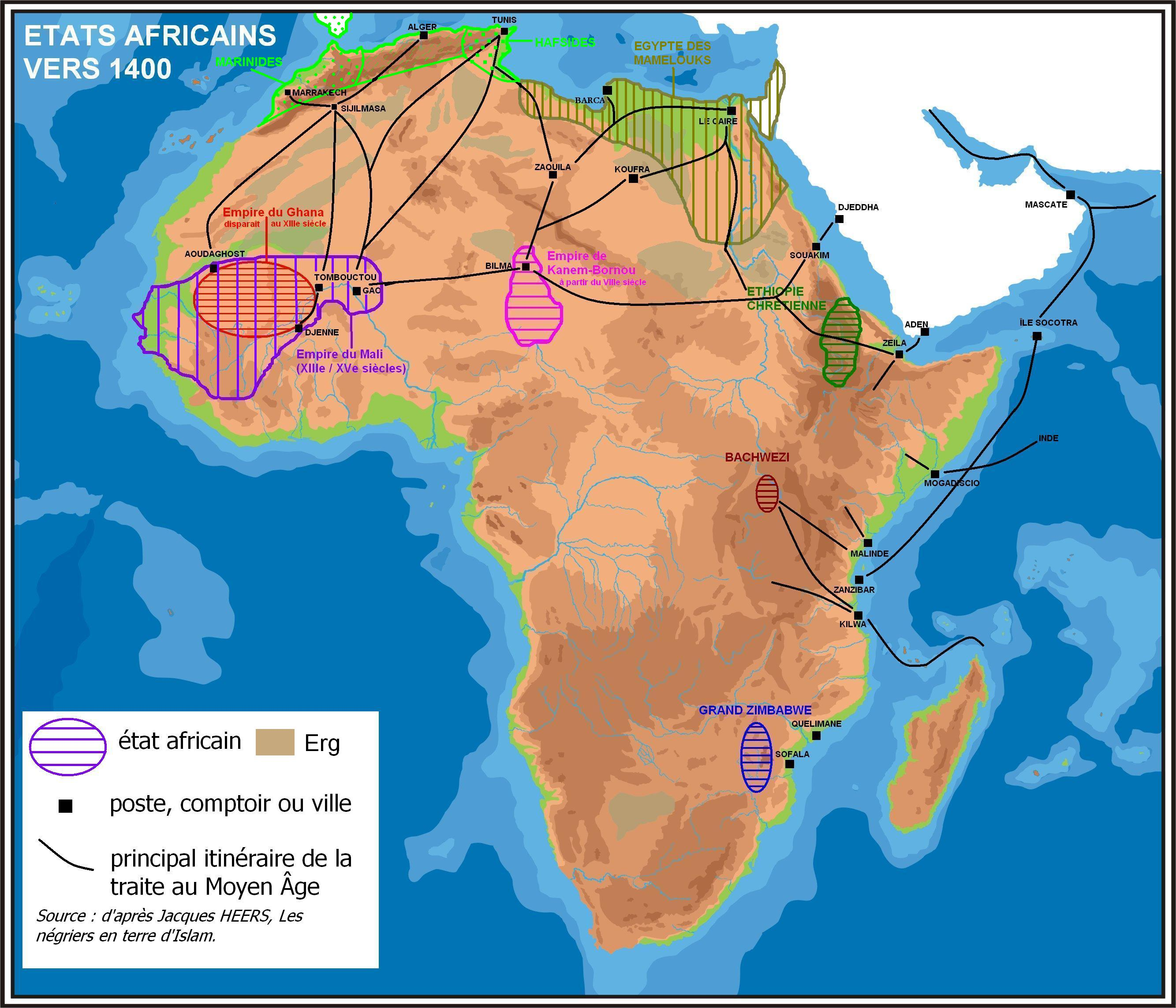
África occidental en el.

El imperio de Mali cubrió un área mayor y durante más tiempo que cualquier otro Estado del oeste africano anterior o posterior. Lo que hizo esto posible fue la naturaleza descentralizada de la administración del estado. Según Ki-Zerbo, cuanto más alejado se estaba de Niani, más descentralizada estaba la autoridad de los mansa, pero mantenían el control de los impuestos y el poder nominal sobre todo el territorio, impidiendo rebeliones.
En el nivel local (aldea, pueblo, ciudad), los kun-tiguis elegían un dougou-tigui (amo de la aldea) de un linaje que descendiera del fundador del lugar, manteniendo una apariencia de autonomía. Los marabutos, eran los jefes religiosos, con un gran ascendiente sobre nobles y plebeyos, y que formaban un grupo aparte.
El cargo de gobernador de cada zona, kafo tigui (amo del condado), era elegido dentro de ella según sus propias costumbres por elección, herencia, etc. Solamente al llegar a los cargo provinciales comenzaban las interferencias del poder central. Los dyamani-tiguis, gobernadores de las provincias, tenían que ser aprobados por el mansa y estaban sujetos a su control: si el mansa creía que el dyamani-tigui era incapaz o indigno de confianza, nombraba un farba para supervisar la provincia, o incluso para administrarla efectivamente.

##### Farins y Farbas
Mali llegó al imperio por la vía de la conquista o la anexión. Durante la época de la conquista, los farins tomaban el control del área hasta que se pudiese encontrar un regente nativo. Después de que la lealtad o por lo menos la capitulación de una zona estaba asegurada, se permitía a sus habitantes seleccionar su propio dyamani-tigui. Este proceso era esencial para mantener a los no mandingas leales a las élites de Manden que las gobernaron.
Salvo dificultades, el dyamani-tigui regía la provincia por sí mismo, recaudando impuestos y realizando la leva de ejércitos de las tribus bajo su mando, como delegado del mansa. Sin embargo, los territorios que eran difíciles de gobernar o proclives a la rebelión, recibían como gobernador un farba. El farba era escogido por el mansa entre los farines, los miembros de su familia o entre sus esclavos. El único requisito verdadero era que pudiera confiar en ese individuo para salvaguardar los intereses imperiales.
Los deberes del farba incluían informar sobre las actividades en el territorio, recaudar los impuestos y asegurar que la administración nativa no contrariara las órdenes de Niani. El farba tenía autoridad sobre la administración local para levantar un ejército en el área para la defensa o para la represión de rebeliones. El cargo de farba era muy prestigioso, y sus descendientes podían heredarlo con la aprobación de los mansa. El rey podía también substituir un farba si escapaba al control: se conoce un caso, el de Diafunu.

#### Territorio

Imperio Manden.

El imperio alcanzó su mayor extensión bajo los mansas de Sundiata Keita. Durante este período, Mali cubrió casi toda el área entre el desierto del Sáhara y los bosques costeros. Cubría desde las orillas del Océano Atlántico hasta Niamey, actualmente Níger. Antes de 1350, el imperio ocupaba aproximadamente 1.138.041km². El imperio también alcanzó el máximo de población durante el período de los Laye, que gobernaron entre 40 y 50 millones de personas en 400 ciudades, pueblos y aldeas de varias religiones y etnias. Se tardaba un año para atravesar el imperio de este a oeste, durante este período solamente el imperio mongol era más grande.
El aumento del tamaño del imperio exigió un cambio en la organización del Manden Kurufa de los tres estados y doce reinos. Este modelo fue desechado por Ibn Battuta en 1352, sustituyendo el viejo modelo por catorce provincias que cubrían todas las áreas leales al mansa. Las catorce provincias eran:
- Audaghost (noreste de Takrur, al oeste de Oulata)
- BaGhana ("gran Ghana" con Wagadou y Mema)
- Bambougou (con Bambuk y Boure, conquistados por Fakoli Koroma)
- Bati (área al norte de Gambia)
- Cassa (sur de Gambia)
- Diafunu de Senegal (comprendía Diara; NE de Bambouk, SE de Audaghost y SO de Oulata)
- Dyolof (junto al río Senegal)
- Gao (al este de Níger)
- Kaabu (el sur de Cassa, oeste de Manden, la mayoría del norte de Guinea-Bisáu)
- Kita (en el SE de la división de Kayes del Mali moderno, al oeste de Bambouk)
- Konkodougou (al oeste de Sangala, posiblemente sudoeste de Kita)
- Manden (la provincia capital de la cual el imperio tomó nombre; Sur de Kita)
- Ualata (al este de Audaghost, oeste de Tombuctú; directamente al norte de Koumbi Saleh)
- Takrur (en la tercera catarata del río Senegal, al norte de Dyolof)

#### Musa I

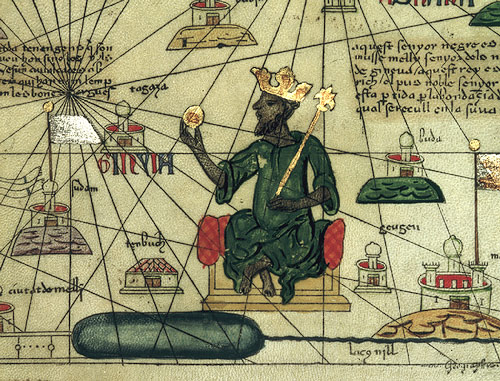
Musa I con una pepita de oro. Mapa de los mallorquines Abraham y Jafudá Cresques, para Carlos V de Francia. (Biblioteca Nacional, París).

El primer rey del linaje de Laye era Kankan Musa, también conocido como Kango Musa. Después de un año entero sin noticias de Abubakari II, fue coronado Mansa Musa. Fue el primer musulmán verdaderamente devoto que dirigió el imperio. Procuró hacer del islam la fe de la aristocracia, pero mantuvo la tradición imperial de no forzar al pueblo. Hizo de las celebraciones del final del Ramadán una ceremonia nacional. Capaz de leer y escribir árabe, se interesó por la ciudad universitaria de Tombuctú, hasta que la anexionó pacíficamente en 1324. Ayudado por una de las damas de la corte, Musa transformó Sankore de una informal madraza en una Universidad Islámica, con lo que los estudios islámicos prosperaron. Ese mismo año, un general mandinka conocido como Sagmandir sofocó una rebelión en Gao.

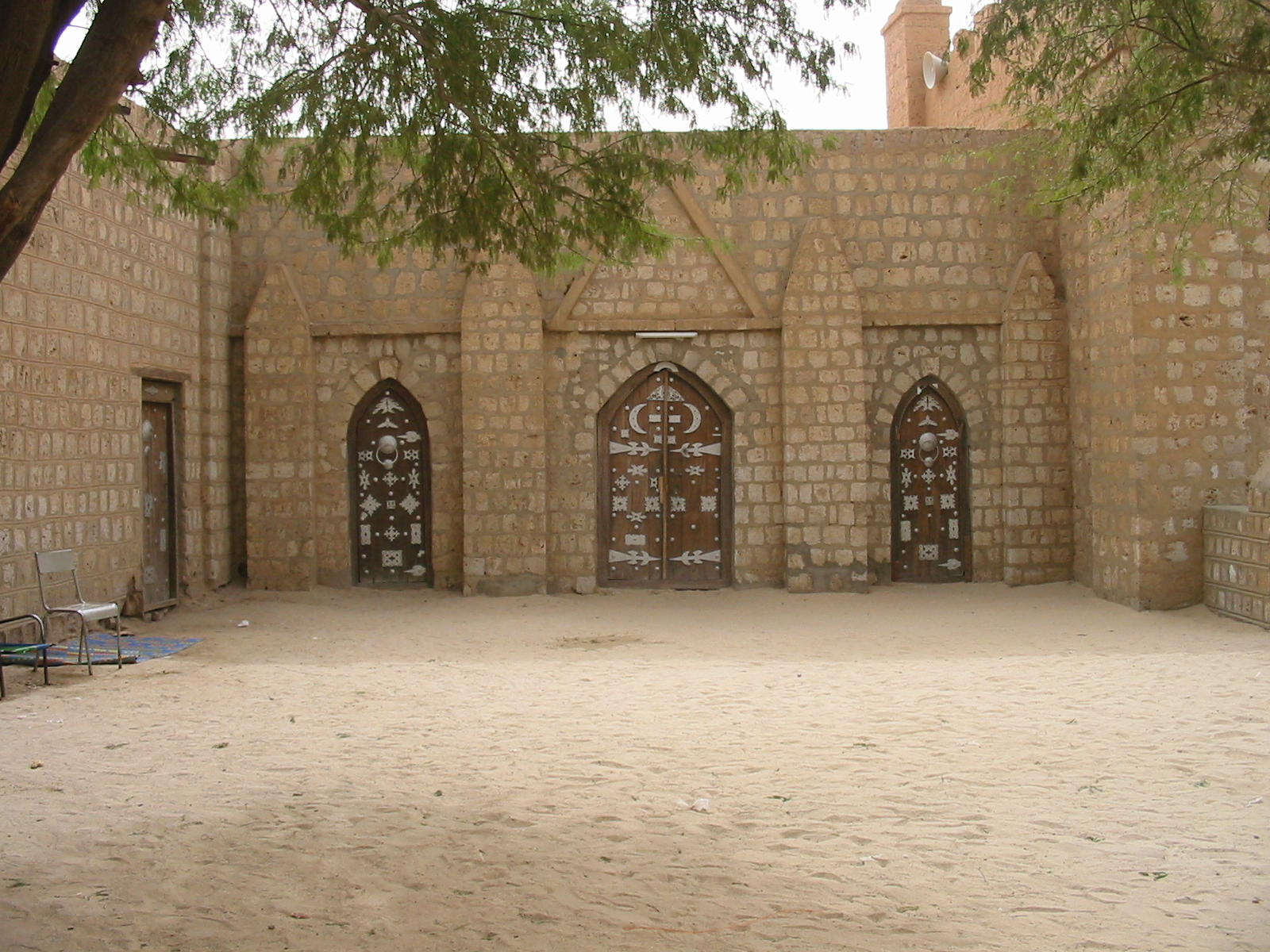
Madraza de Sankore.

El hecho más conocido de su reinado fue su Hajj a La Meca, que comenzó en 1324 y concluyó con su vuelta en 1326. Según las fuentes, varía la cantidad de personas que fueron en la comitiva y la cantidad de oro que se gastó, pero todos convienen en que era un grupo muy grande (el mansa llevaba una guardia personal de 500 hombres), y que compró tantas cosas de lujo que el valor del oro en Egipto y el Cercano Oriente se depreció durante doce años. Cuando atravesó El Cairo, el historiador Al-Maqurizi escribió: "miembros de su entorno compraron muchas muchachas turcas y etíopes como sirvientes y cantantes, de modo que hizo que el índice del oro, el dinar, bajara seis dirhams."

Musa era tan generoso que gastó todo lo que llevaba y tuvo que tomar un préstamo para poder regresar. 

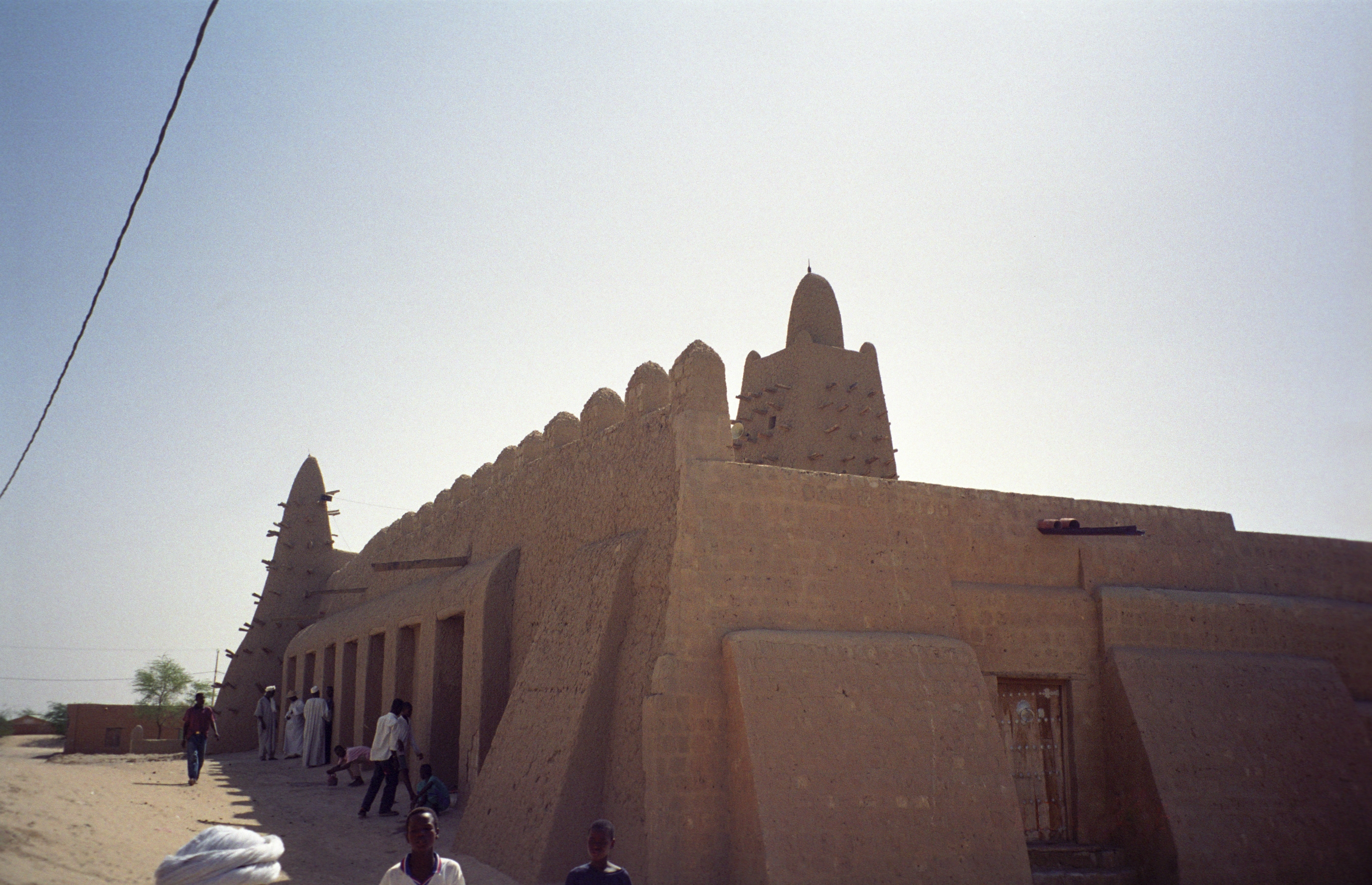
Mezquita de Djinguereber en Tombuctú.

El Hajj de Musa, y especialmente su oro, llamaron la atención del mundo islámico y del cristiano, por lo que el nombre de Mali y Tombuctú aparecieron en todos los mapas del siglo XIV.
Durante el viaje, conoció al poeta y arquitecto andalusí Es-Saheli, al que llevó a Mali para embellecer algunas de sus ciudades. Se construyeron las mezquitas de Gao y Tombuctú junto con palacios impresionantes, también en Tombuctú. En Niani Musa construyó una sala de audiencias siguiendo el modelo de las que había visto en el norte: era cuadrada, cubierta con una cúpula, decorada con arabescos y con ventanas cubiertas de oro y esmantes. En este lujoso lugar recibía a sus súbditos en medio de un rígido protocolo. En el momento de su muerte en 1337, Mali añadía el control de Taghazza, un lugar de producción de sal en el norte, que consolidó su Hacienda.
Le sucedió su hijo, Maghan I, Mansa Maghan, que fue derrochador y el primer emperador desde Khalifa que gobernó mal. Pero el imperio de Mali construido por sus precursores era demasiado fuerte, y pasó intacto al hermano de Musa, Souleyman, en 1341.

#### Souleyman
Mansa Souleyman tomó medidas para devolver la salud financiera a Mali. Demostró ser un buen rey, a pesar de los numerosos desafíos que tuvo que afrontar. Durante su reinado comenzaron incursiones de fulani en Takrur. También hizo frente a una conspiración palaciega para derrocarlo, tramada por la Qasa (reina) y varios comandantes del ejército. Los generales de Mansa Suleiman le apoyaron con éxito, y encarcelaron a la reina.
El mansa también hizo un exitoso Hajj, mantuvo las relaciones con Marruecos y Egipto y construyó un edificio en Kangaba llamado Camanbolon, donde celebrar reuniones con los gobernadores provinciales, depositando allí los libros santos que trajo de Hedjaz.
El único revés de su reinado fue la pérdida de la provincia de Dyolof en Senegal. Los pueblos de wolofs se unieron en 1350 y formaron su propio Estado, llamado Imperio wólof.
Cuando Ibn Battuta llegó a Malii en julio de 1352, encontró una civilización próspera tanto como cualquier otra del mundo musulmán o cristiano.
Mansa Suleiman murió en 1360 y fue sucedido por su hijo, Kassa.

#### Mari Djata II
Tras nueve meses de reinado, Mansa Kassa fue depuesto por uno de los tres hijos de Maghan I, Konkodougou Kamissa, que fue coronado como Mansa Mari Djata II en 1360. Su reinado fue opresivo y llevó a Mali al borde de la bancarrota por sus excesivos gastos. Sin embargo, mantuvo los contactos con Marruecos enviando una jirafa de regalo al rey magrebí Abu Hassan. Mansa Mari Djata II enfermó gravemente en 1372, y el poder recayó en sus ministros hasta su muerte en 1374.

#### Musa II
Del reinado ruinoso de Mari Djata II el imperio salió en mala situación financiera, pero pasó intacto al hermano del emperador muerto. Mansa Fadima Musa o Mansa Musa II, comenzó el proceso de solucionar los excesos de su hermano. Empero, no tuvo el mismo poder de los mansas anteriores debido a la influencia de su kankoro-sigui.
El Kankoro-Sigui de Mari Djata, que no tenía ninguna relación con el clan de Keita, prácticamente manejó él solo el imperio en la época de Musa II. Acabó con una rebelión de tuaregs en Takedda e hizo campaña en Gao, aunque sin conseguir una victoria decisiva. Los songhai establecidos evitaron la autoridad efectiva de Mali en 1375.
En el momento de la muerte de Mansa Musa II en 1387, Mali era financieramente solvente y tenía el control de todas sus conquistas excepto Gao y Dyolof. Cuarenta años después del reinado de Mansa Musa I, el imperio de Mali todavía controlaba más de 1 millón de km² de tierra en África Occidental.

#### Maghan II
El último hijo de Maghan I, Tenin Maghan (conocido como Kita Tenin Maghan en la provincia que había gobernado) se corona Mansa Maghan II en 1387. Se sabe poco sobre él, excepto que reinó solamente dos años. Fue depuesto en 1389, lo que marca el final de los mansas de Faga Laye.

### Linajes Oscuros: 1389-1545
A partir de 1389, Mali es gobernada por mansas de orígenes ignorados. Este es el período menos conocido en la historia imperial de Mali. Lo único evidente es que no hay un linaje constante que gobierne el imperio. La otra característica de esta época es la pérdida gradual de las posesiones norteñas y orientales por el creciente fortalecimiento del Imperio songhai y el traslado del foco económico que suponía Mali por las rutas del comercio trans-sahariano, al comercio costero.

#### Maghan III
Mansa Sandaki, descendiente del Kankoro-sigui de Mari Djata, depuso a Maghan II, convirtiéndose en la primera persona sin ninguna relación dinástica con los Keita que gobernó Mali. Lo hizo solamente un año, antes de que un descendiente de Mansa Gao lo echara. Mahmud, posiblemente un nieto o bisnieto de Mansa Gao, fue coronado Mansa Maghan III en 1390. Durante su reinado, el emperador mossi Bonga de Yatenga realizó incursiones en Mali y conquistó Macina. El emperador Bonga no pudo mantener sus conquistas, y no permanecía en Mali tras la muerte de Maghan III en 1400.

#### Musa III
En 1400, Mali sigue siendo bastante poderosa para conquistar y asentarse en nuevas zonas. Uno de estas es Dioma, un territorio al sur de Niani poblado por los peul Wassoulounké. Dos hermanos nobles de Niani de linaje desconocido atacaron Dioma al frente de un ejército y expulsaron a los peul. El hermano mayor, Sérébandjougou, es coronado Mansa Foamed o Mansa Musa III. Se puede considerar su reinado como el primero con una serie de grandes pérdidas de Mali. En 1430, los tuaregs conquistaron Tombuctú. Tres años después, Ualata también cayó en sus manos.

#### Ouali II
Después de la muerte de Musa III, su hermano Gbèré se convirtió en emperador a mediados del siglo XV. Gbèré era coronado Mansa Ouali II y gobernó durante el período del contacto de Mali con Portugal. En el 1450, Portugal comenzó a lanzar ataques a lo largo de la costa de Gambia, que todavía estaba firmemente controlada por Mali, expediciones que fueron desastrosas hasta que Diego Gómez de Portugal estableciera relaciones formales con Mali. Cadomasto, un explorador veneciano, recordaba en 1454 que el imperio de Malí era el más poderoso la costa.
A pesar de su poder en el oeste, Mali perdía la batalla por la supremacía en el norte y el noreste. El nuevo Imperio songhai conquistaba Mema, una de las primeras posesiones de Mali, en 1465, y también arrebató Tombuctu a los tuaregs en 1468, bajo la jefatura de Sunni Ali.

#### Mansa Mahmud II

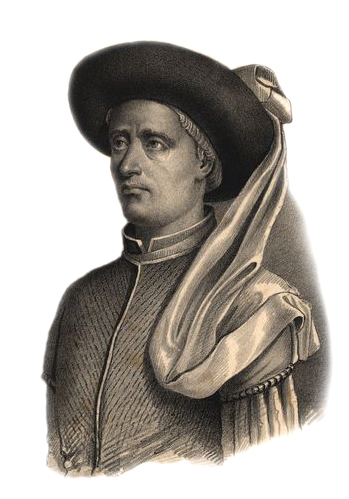
Enrique el Navegante, impulsor de las colonias portuguesas en la costa africana.

No se conoce exactamente cuando Mamadou se coronó Mansa Mahmud II ni de quién descendía, solamente que es probable que tomase el trono en el 1470. Otro emperador, Mansa Mahan III, se cita a veces como Mansa Mahmud I, pero los nombres del trono no indican generalmente relaciones de sangre. El reinado de Mansa Mahmud II se caracterizó por más pérdidas de las antiguas posesiones de Mali y el contacto creciente entre Mali y los exploradores portugueses a lo largo de la costa. En 1477, el emperador Nasséré de Yatenga hace otra incursión en Macina y lo conquista junto con la antigua provincia de BaGhana (Wagadou). En 1481, comienzan las incursiones de los peul contra las provincias de Tekrur.
El crecimiento del comercio entre las provincias occidentales de Mali y Portugal se atestigua por el intercambio de embajadas entre las dos naciones. Mansa Mahmud II recibe al enviado portugués Pedro d’Evora en 1484. El mansa pierde el control de Jalo durante este período. Mientras tanto, los songhais conquistan las minas de sal de Taghazza en 1493. El mismo año, Mahmud II envía a otro mensajero a Portugal proponiendo la alianza contra los peul, pero los portugueses deciden mantenerse apartados del conflicto, y las negociaciones concluyen antes de 1495 sin resultados.
Es inverosímil que Mahmud II gobernase más allá de la primera década del siglo XVI; sin embargo, no hay nombres para otro rey o reyes durante este tiempo. Si Mahmud II todavía estaba en el trono entre 1495 y 1530, tuvo el dudoso honor de perder la mayoría de las posesiones del período imperial: el ejército de los songhais, bajo el mando de Askia Muhammad, derrotó al general Fati Quali en 1502 y tomó la provincia de Diafunu. En 1514, la dinastía de Denanke se establece en Tekrour. No mucho antes, el nuevo reino de los fouta, Tooro, está guerreando contra las provincias restantes de Mali. Para agregar el insulto al golpe, el imperio songhai conquista las minas de cobre de Takedda.

#### Mansa Mahmud III

El Imperio songhai en los siglos y.

El último mansa que reinó desde Niani, Mansa Mahmud III, también se conoce como Mansa Mamadou II. Como muchos reyes de este período, no está claro cuándo comenzó a gobernar, las únicas fechas que distinguen a su reinado son la llegada de un enviado portugués en 1534, y el saqueo de Niani en 1545. Esto no impide que su ascenso al trono fuese a finales de la década de 1520, o incluso anterior.
En 1534, Mahmud III recibió a otro enviado portugués a la corte de Mali, de nombre Peros Fernandes. Este, enviado desde el puerto costero portugués de Elmina, llega en respuesta al crecimiento comercial a lo largo de la costa y por la petición urgente de Mali de ayuda militar contra los songhai. No obstante, no se le da la ayuda, y Mali ve sus posesiones caer una tras otra.
El reinado de Mansa Mahmud III también sufre que el puesto avanzado y la provincia militar de Kaabu se independice en 1537. El Imperio de Kaabu se parece al Mali ambicioso de hace años, y conquista las provincias restantes de Gambia en poder de Mali, Cassa y Bati.
El momento definitivo en el reinado de Mahmud III es el conflicto final entre Mali y los songhai en 1545. Las fuerzas songhai, bajo mando del hermano del rey Askia Ishaq I, Askia Daoud, saquean Niani y ocupan el palacio. Mansa Mahmud III se ve obligado a huir a las montañas. Al cabo de una semana, reagrupa sus fuerzas y lanza un contraataque que arroja a los songhai fuera de Manden. El Imperio songhai mantiene sus ambiciones sobre Mali, pero no puede conquistar definitivamente a sus viejos amos.
Después de liberar la capital, Mahmud III la abandona por otra residencia nueva más al norte. Pero no han acabado los apuros de Mali. En 1559, el reino fouta de Tooro consigue tomar Takrur. Esta derrota reduce Mali a Manden propiamente dicho, y su control se extiende solamente hasta Kita en el oeste, Kangaba en el norte, la curva del río de Níger en el este y Kouroussa en el sur.

## Mali Post Imperial
No se sabe en qué fecha Mansa Mahmud III dejó de gobernar Mali, que ya antes de 1560 estaba reducida al antiguo Manden Kurufa. Desde 1559 a 1645, los mansas de Manden gobiernan Kurufa hacia la decadencia final. El siguiente mansa mencionado, Mahmud IV, no aparece en ningún expediente hasta el final siglo XVI. Sin embargo, parece ser el último rey de un Manden unido. Se culpa a sus descendientes de la desintegración del Manden Kurufa en los reinos del norte, central y meridional.

### Mansa Mahmud IV
Mansa Mahmud IV (también conocido como Mansa Mamadou III, Mali Mansa Mamadou y Niani Mansa Mamadou), es el último gran emperador de Manden según Tarikh es-Soudan. Este relata que lanzó un ataque contra la ciudad de Jenne en 1591 aliado con los fulani que esperaban aprovecharse de la derrota de los songhai y de la anarquía que reinaba desde la derrota del Askia Issihak II. Fusileros marroquíes, desplegados desde Tombuctú, los enfrentaron en una batalla que exponía Mali a la misma tecnología (armas de fuego) que había destruido Songhai. A pesar de las grandes pérdidas, no cedieron y el ejército del mansa casi alcanzó el éxito. Sin embargo, el ejército de Jenne intervino, enviando un ejército conducido por un renegado español, el pacha Djouder, y, aunque diezmados por el largo trayecto, la ventaja de sus armas de fuego les ayudó a derrotar a los mandinkas en Tondibi (al norte de Gao) el 12 de abril de 1591 y forzar a Mansa Mahmud IV y a su ejército a retirarse a Kangaba. En 1618 el sultán marroquí no mantenía ya los medios para sostener la colonia, y abandonó al cuerpo expedicionario.

### El reparto
Manden se ganó el respeto del Sultán de Marruecos, y pudo ahorrarse la suerte corrida por Songhai. Pero finalmente llegaría la destrucción del Manden Kurufa, ya que la muerte de Mansa Mahmud IV llevó a un Manden dividido: el año de su muerte sirve como fecha apropiada para indicar la desaparición del estado unificado mandinka descendiente de Sundiata. Tras su fallecimiento, sus tres hijos emprendieron la guerra entre sí y dividieron la tierra en tres esferas de influencia: Kangaba, la capital de hecho de Manden, se convirtió en la capital del norte. La provincia de Joma, gobernada desde Siguiri, controló la región central, que abarcaba Niani. Hamana o Amana, al sudoeste de Joma, se convirtió en la región meridional con su capital en Kouroussa (en Guinea moderna). Cada rey utilizó el título de mansa, pero su autoridad se extendía solamente a su propia esfera de influencia. A pesar de esta desunión del reino, el Manden Kurufa sobrevivió hasta mediados del siglo XVII. Los tres estados guerrearon entre sí tanto como contra los forasteros, pero las rivalidades generalmente se detenían para hacer frente a las invasiones. Esta tendencia continuaría en la época colonial contra Tukulor, los enemigos del oeste.

### El derrumbe
En 1630, los bamanas de Jenne declararon su versión de Guerra Santa en todas las posesiones musulmanas de lo que hoy en día es Mali. Resistieron los pashas marroquíes en Tombuctú y los mansas de Manden. En 1645, los bamanas atacaron Manden que mantenía ambos márgenes del Níger hasta Niani, reduciendo el imperio a su fachada occidental a lo largo del río Gambia. Esta campaña destrozó Manden y acabó con cualquier esperanza de los tres mansas que cooperaban para liberar su tierra.

#### Mama Maghan
Mama Maghan, mansa de Kangaba, hizo campaña contra los bamanas en 1667 y atacó Segou, que fue defendida por Biton Kouloubali con éxito, forzando a Mama Maghan a retirarse a Kangaba; este fue el último intento de recuperar el imperio. Como contraataque o simplemente como continuación de asaltos proyectados contra los restos de Mali, los bamanas saquean e incendian Niani en 1670, acabando así con la capital del antiguo reino: desde este momento, el Manden Kurufa está acabado, la única posesión de los mandinka salvada en la campaña es su núcleo original en torno a Kangaba.
Por su parte, los musulmanes fulani migraron a Fouta Djallon en Guinea central y establecieron un estado islámico de 1735 hasta 1898, con una constitución escrita.

### Reino de Segou
Los bambara crearon el reino de Segou, que se extendía desde Kaarta hasta Tombuctú, y que duró hasta mediados del siglo XIX, cayendo ante Ahamadu I Lobbo, creador del imperio fulbé, que conquistó a los vecinos en nombre del islam, pero que solamente pudo mantenerse por dos generaciones.

### Mali colonial
En 1850 el ejército francés avanzando desde Senegal ocupó el país, que pasó a formar parte de lo que se llamó África Occidental Francesa hasta que en 1960 se independizó tomando el nombre de Confederación de Mali; poco después Senegal, Dahomey, Alto Volta y el llamado Sudán francés, se segregaron, y el último cambió el nombre a República de Mali.

## Miscelánea
El último descendiente de Sundiata Keita, Salif Keita, vive exiliado por motivos políticos y se dedica a la canción con gran éxito, pese a la oposición familiar que no considera esta profesión apropiada para su rango.